# Stanley Solomon
Stanley Solomon (* 3. April 1917 in Toronto; † 8. Februar 2015 ebenda) war ein kanadischer Bratschist und Musikmanager.

## Leben
Solomon studierte von 1927 bis 1939 Violine am Royal Conservatory of Music bei Luigi von Kunits, Vino Harisay und Elie Spivak. Es folgte von 1939 bis 1942 eine Ausbildung als Bratschist bei Max Aronoff, Louis Bailly und Oscar Shumsky am Curtis Institute. Von 1942 bis 1944 war er Konzertmeister und Dirigent bei den RCAF Blackouts, einer Entertainment-Truppe der kanadischen Luftwaffe.
Ab 1946 war Solomon Mitglied des Toronto Symphony Orchestra, von 1949 bis 1983 als Erster Bratschist, danach als emeritus bis 1988. Daneben gehörte er von 1946 bis 1958 dem Hart House Orchestra an, dessen Manager er 1966 wurde. Als Kammermusiker spielte er von 1946 bis 1958 die Bratsche in dem von Kathleen Parlow gegründeten Parlow String Quartet.
Von 1963 bis 1969 leitete Solomon das Stanley Solomon Concert Artists Management, das Musiker wie Howell Glynne, Hyman und Erica Goodman, Sheila Henig, Daryl Irvine, Mary Simmons, Steven Staryk und David Zafer vertrat. Ab 1986 unterrichtete er am Royal Conservatory. Auch seine Kinder Maribeth und Lenny Solomon schlugen eine musikalische Laufbahn ein.

## Quelle
- Stanley Solomon. In:  Encyclopedia of Music in Canada. herausgegeben von The Canadian Encyclopedia (englisch, französisch).
- Stanley Solomon bei AllMusic (englisch)
- Stanley Solomon Obituary

| Personendaten    | Personendaten                           |
| ---------------- | --------------------------------------- |
| NAME             | Solomon, Stanley                        |
| KURZBESCHREIBUNG | kanadischer Bratschist und Musikmanager |
| GEBURTSDATUM     | 3. April 1917                           |
| GEBURTSORT       | Toronto                                 |
| STERBEDATUM      | 8. Februar 2015                         |
| STERBEORT        | Toronto                                 |